# Acacia amentifera
Acacia amentifera är en ärtväxtart som beskrevs av Ferdinand von Mueller. Acacia amentifera ingår i släktet akacior, och familjen ärtväxter. Inga underarter finns listade i Catalogue of Life.